# Llatí Latiaris
Llatí Latiaris o potser Latini Latiaris (en llatí Latinius Latiaris) va ser un magistrat i delator romà del segle i.
Va ser pretor en el regnat de Tiberi, però no se sap en quin any. Era un instrument de Sejà i aspirava al consolat, però en aquella època la delació era el camí més fàcil per ascendir políticament. Va triar Titi Sabí per eliminar-lo, ja que havia molestat a Sejà per la seva amistat amb Agripina Major, la viuda de Germànic Cèsar, i els seus fills l'any 28. Llatí va provocar Titi Sabí i el va fer parlar malament de Sejà en una habitació on hi havia tres còmplices amagats entre el sostre i el terrat. Titi Sabí va ser empresonat i mort. Després de la caiguda de Sejà, Tiberi el va senyalar per ser eliminat i el senat el va condemnar a mort amb gran alegria, no hi va haver ningú que parlés al seu favor i va ser executat.